# Иона (митрополит Киевский)
Митрополи́т Ио́на Гле́зна (ум. 1494) — митрополит Киевский, Галицкий и всея Руси.
Иона был возведён в сан епископа приблизительно в 1482 году. До 1492 года был архиепископом Полоцким и Витебским.
После смерти митрополита Симеона православные обратились к королю с просьбой разрешить им избрать митрополита.
В 1488 году — был избран на престол Киевской митрополии и возведён в сан митрополита Киевского, Галицкого и всея Руси. Стали искать достойного кандидата. Нашли «мужа святаго, сугубо наказаннаго в писаніях, могущаго и иных пользовать и противящимся закону нашему сильнаго возбранителя», Иону, архиепископа полоцкого. Избранный долго не соглашался, называл себя недостойным, но был «умолен просьбами князей, всего духовенства и людства, и подвигнут повеленіем господаря».
В мае 1492 года архимандрит Слуцкого Троицкого монастыря Иосиф повёз письмо Константинопольскому патриарху с просьбой о поставлении Ионы. Только в 1492 году совершилось избрание Ионы и утверждение его на митрополичьем престоле. До получения патриаршего утверждения Иона управлял Литовской митрополией с титулом «електа» (наречённого митрополита).
В период кратковременного Правления митрополита Ионы Киевская митрополия пребывала в относительном мире и свободе от притеснений, особенно со стороны польского правительства. По свидетельству греко-католических писателей, этим спокойствием церковь была обязана привязанностью, которой митрополит Иона пользовался у польского короля Казимира Ягеллона. Со смертью последнего вскоре после утверждения Ионы митрополитом положение Православной Церкви стало меняться к худшему.
Митрополит Иона скончался в октябре 1494 года.